# Östergötlands runinskrifter 115
Östergötlands runinskrifter 115, Ög 115, är en runsten i Skeda socken, Linköpings kommun. Stenen står rest vid Ånväga söder om Linköping. Den är av granit och är liksom majoriteten av Östergötlands runstenar sannolikt ristad under 1000-talets första hälft. Inskriften är starkt vittrad; endast ett fåtal av runorna kan identifieras och de möjliggör inte uttolkning av hela ord. Runorna står i en slinga som av Erik Brate uppfattades vara utformad som en orm och omsluta ett kors. 
Translitterering av runraden:
...s-- : f(ʀ)-- : ...þa--- : ...
Normalisering till runsvenska:
... ... ... ...
Översättning till nusvenska:
...
Ehuru inskriften idag anses oläsbar tyckte sig Carl Fredrik Nordenskiöld på 1800-talet kunna utläsa: Isburn : risþi : stin : eftiʀ : I—k, "Äsbjörn reste stenen efter I-"